# Zora (journal)
Pour les articles homonymes, voir Zora.
 (mai 2024).
Zora (Зора ; en français : Aube) est un journal bulgare, fondé par Danaïl Krapchev en 1919, parmi les plus grands quotidiens bulgares de l'entre-deux-guerres. Il est publié en bulgare entre le 18 mai 1919 et le 7 septembre 1944 à Sofia. 

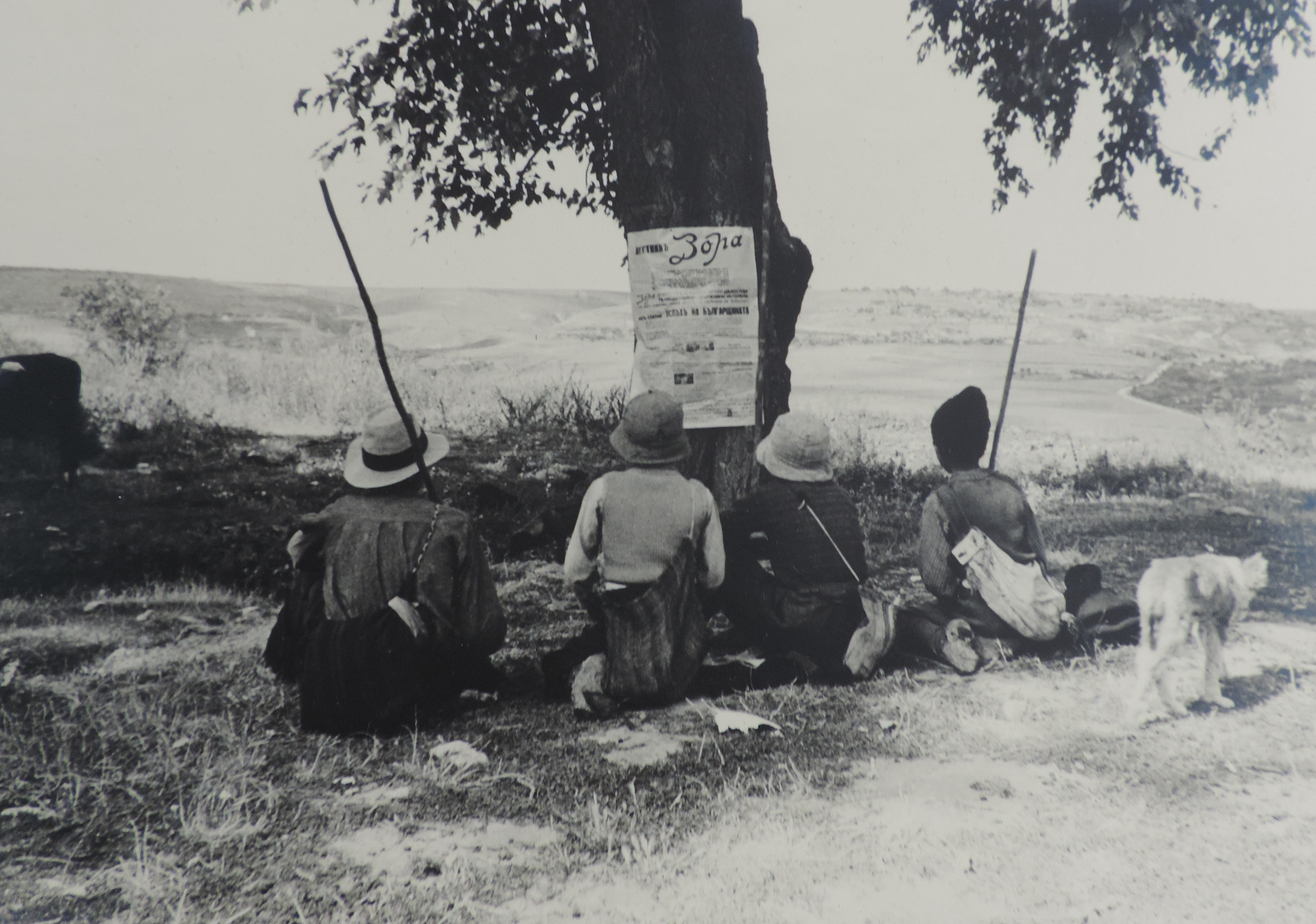
Des bergers du sud de la Dobroudja lisant la nouvelle du rattachement de leur région à la Bulgarie dans le journal Zora, en 1940.

À partir du numéro 4, le sous-titre devient Journal d'information indépendent (en bulgare : Независим информационен вестник). Il est publié par la société anonyme « Presse bulgare » dont les principaux actionnaires sont Danaïl Krapchev et Stefan Chaprashikov. Les rédacteurs sont Danaïl Krapchev et Georgi Belchev. De grands noms de la littérature bulgare, comme Yordan Yovkov ou Rayko Alexiev y publient souvent, aux côtés de quelques auteurs étrangers. Par un décret ministériel du 15 mars 1923, le journal fut suspendu pendant 15 jours par le gouvernement d'Alexandre Stamboliyski et une enquête fut ouverte contre les rédacteurs. Après la suspension du journal Makedonia en 1934, Dimitar Talev rejoint la rédaction de Zora, où il publiera plusieurs de ses ouvrages. Avec Yordan Badev, il dirige le département littéraire entre 1938 et 1944. À cette époque, Zora était le journal le plus influent de Bulgarie, lu principalement par la classe sociale la plus aisée, l'inteligentsia.

## Remarques
1. ↑  Утринна поща - Независим ежедневен информационен вестник / Ред. Н. Венедиков - Варна; Кооп. печ. Гутенберг / брой 16, 16 март 1923 г., стр. 1